# Thomas Barbazan
Pour les articles homonymes, voir Barbazan (homonymie).
Thomas Barbazan, né le 19 février 1979 à Champigny-sur-Marne, est un animateur de radio, humoriste et ancien journaliste français.
Après une école de journalisme, il tient des chroniques matinales sur Générations 88.2 de 2003 à 2008 avec Yassine Belattar et Chloé Juhel. Ils réveillent Paris et sa banlieue avec humour et musique en lançant leur réplique traditionnelle « Carte d'identité, carte de séjour : Bonjour ! ».
En 2006, avec Barres de rire, spectacle de stand up inédit, Thomas et Yassine montent sur scène en compagnie de leurs camarades Fabrice Éboué, Patson, le Comte de Bouderbala, Yacine Belhousse, Mamane, Thomas Ngijol, Frédéric Chau.
Par la suite, la grande complicité du duo aidant, il seconde Belattar sur France 4 pour des interventions dans les émissions Le Belattar Show et On achève bien l'info, lancées respectivement en février puis en octobre 2009.
Thomas Barbazan fait également partie des spectacles produits par Yassine Belattar, qu'il coprésente avec lui[réf. nécessaire].
En septembre 2010, il coanime la tranche matinale du Mouv' (Radio France), diffusée entre 7 heures et 10 heures. Avec Yassine Belattar et Chloé Juhel, il reforme l'équipe de Générations 88.2. 
À partir d'octobre 2016, il anime, avec Yassine Belattar, l'émission Les 30 Glorieuses sur Radio Nova. L'émission participera notamment à la découverte de l'humoriste Djamil Le Shlag. L'émission s'arrête en juin 2019. 
Il crée le personnage de DJ Chelou, un disc jockey qui mélange des musiques de chanteurs populaires (Charles Aznavour, Enrico Macias) et des paroles de rappeurs aux textes explicites (Booba, Seth Gueko),.